# Neolophonotus albibarbis
Neolophonotus albibarbis är en tvåvingeart som först beskrevs av Macquart 1846.  Neolophonotus albibarbis ingår i släktet Neolophonotus och familjen rovflugor. Inga underarter finns listade i Catalogue of Life.